# SigFig
SigFig (chiamata fino al 2012 Wikinvest) è un portale web dedicato agli investimenti finanziari che usa il formato wiki. Fu fondato nel 2007 da Parker Conrad e Michael Sha.
Il sito vinse nel 2008 il premio Web interattivo SXSW.
I contributi ricadono sotto le due categorie principali: Imprese e concetti. Il primo offre analisi finanziaria e di business su singole aziende mentre il secondo prende in esame le tendenze in questioni economiche più ampie.
Oltre ad essere una risorsa di informazioni per il pubblico, le analisi finanziarie del sito vengono citate anche nelle pubblicazioni aziendali tradizionali come il Wall Street Journal.
Dal novembre 2008 il sito copre oltre 1800 imprese e oltre 180 istanze economiche, e ha intorno ai 1400 contributori. Wikinvest forniva anche un servizio di diffusione per blogger finanziari, the Wikinvest Wire. Inoltre, la funzione  WikiCharts permetteva di incapsulare grafici finanziari in altri siti web.